# Cyrtodactylus jarujini
Cyrtodactylus jarujini är en ödleart som beskrevs av  Thomas M. Ulber 1993. Cyrtodactylus jarujini ingår i släktet Cyrtodactylus och familjen geckoödlor.
Artens utbredningsområde är Thailand. Inga underarter finns listade i Catalogue of Life.